# Hiran Minar
Hiran Minar (en urdu: ہرن مینار‎, lit. 'minarete del antílope') es un monumento funerario conmemorativo de Paquistán que se encuentra en Sheikhupura, un entorno tranquilo cerca de Lahore. Fue construido por el emperador mogol Jahangir como un monumento a Mansiraj (lit: 'Luz de la Mente'), un antílope que era su mascota preferida.[cita requerida]
El 14 de diciembre de 1993 el «Hiran Minar y estanque, Sheikhupura» fue inscrito en la Lista Indicativa de Pakistán —paso previo a ser declarado Patrimonio de la Humanidad—, en la categoría de bien cultural (n.º ref 1281).

## Descripción

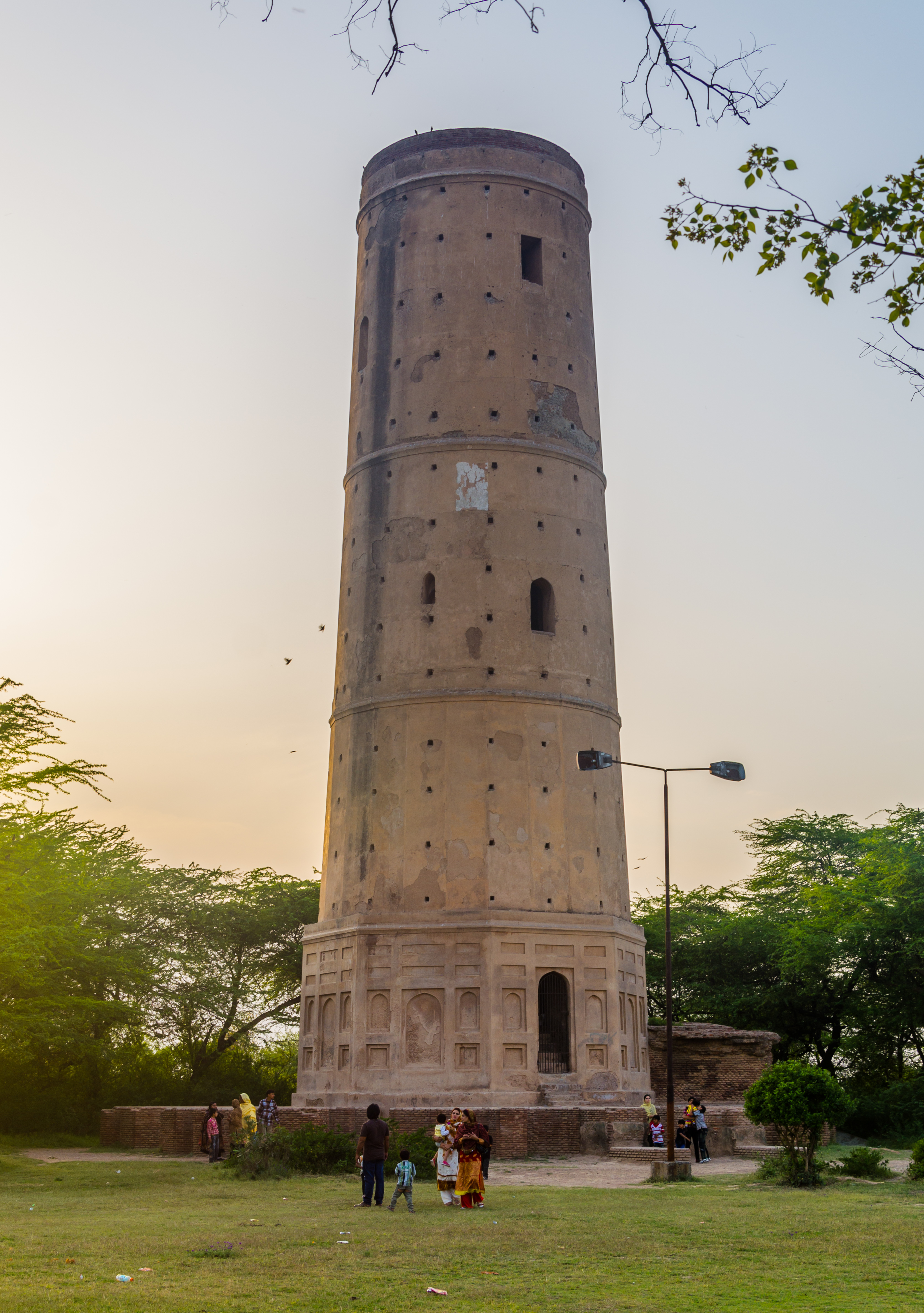
Hiran Minar

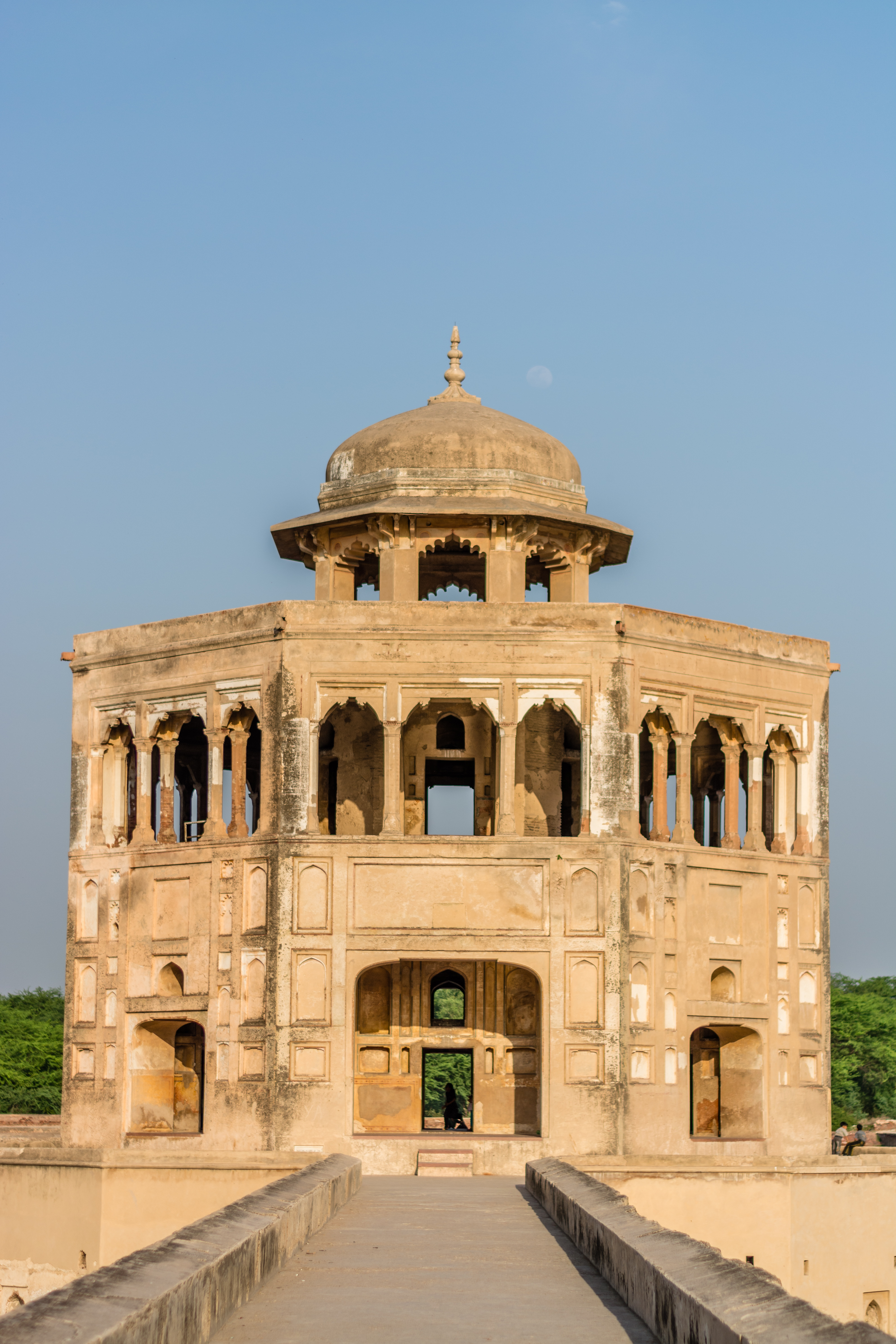
Pabellón octogonal del centro del estanque

El alto minarete (30,48 m), construido en ladrillo sobre una amplia y alta plataforma, es de planta circular y se divide en seis niveles de diferente altura, que se van estrechando hasta la parte superior, que es plana, con un parapeto. Hay 210 pequeños orificios cuadrados en las paredes exteriores dispuestos a intervalos regulares en 14 filas. Una escalera helicoidal de 108 escalones permite acceder a la plataforma superior. A lo largo de la escalera, hay 11 aberturas rectangulares arqueadas que proporcionan ventilación e iluminación. Todo el exterior, así como el interior del minarete tiene enlucido de cal, aparentemente con algunas pinturas al fresco florales o lineales. El grueso del espesor del enlucido se ha dividido en relieve en paneles decorativos en la parte baja y en nichos con arcos y bandas horizontales en la alta. 
El conjunto original además del minarete consistía en un gran estanque artificial de agua, casi cuadrado (aprox. 228 m por  272 m), totalmente bordeado por tres amplias plataformas a modo de gradas y un pequeño murete. En el centro de cada lado del estanque, hay una ancha rampa de ladrillo que desciende hasta el agua que proporcionaba acceso a los animales reales y a los animales de caza que poblaban el bosque cercano.[cita requerida]
Durante el reinado del emperador mogol Shah Jahan se construyó en 1620 en el centro del estanque un baradari (pabellón) octogonal como residencia real. Se accede a él por el lado occidental del estanque por medio de una calzada elevada que forma un eje con el minarete, soportada sobre 21 arcos ojivales apoyados en pilastras. El acceso a la calzada se hace a través de un pequeño pabellón de entrada, con la clásica disposición tripartita con un arco ojival a modo de pistak central, flanqueado por otras cuatro aberturas similares, pero más pequeñas, construidas a ambos lados en dos niveles. En el interior del vestíbulo rectangular hay dos plataformas y las paredes interiores han sido decoradas con nichos empotrados, mientras el intradós de los techos abovedados tiene decoración de nido de abeja. Dos tramos de 13 peldaños en las dos esquinas conducen a la azotea. El interior y la cara exterior sur se ha enlucido en la forma habitual y decorado luego con pinturas al fresco. 
Característica única de este complejo, además de la tumba del antílope, es el particular sistema de recogida de aguas. Aunque originalmente se abastecía a través de un canal del arroyo Aik en su esquina noroeste, en cada esquina del estanque se dispuso un sistema de recogida de aguas subterráneas, que complementaba el suministro de agua, rematado con un pequeño edificio cuadrado; solamente uno de estos sistemas de agua se muestra ampliamente hoy.[cita requerida]

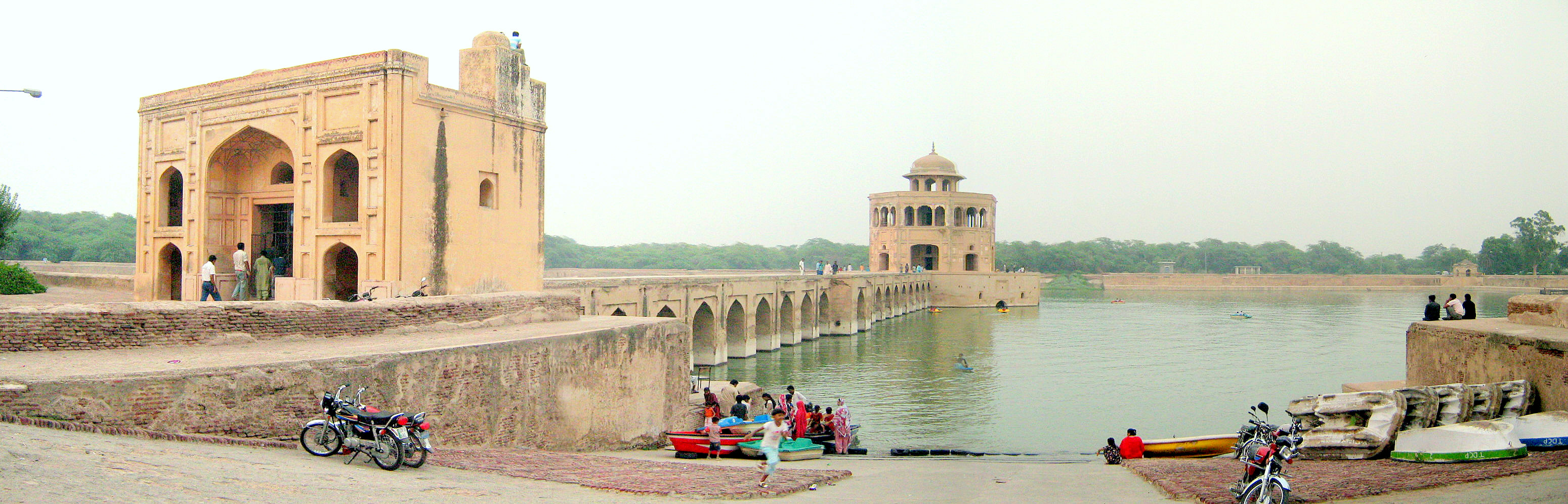
Hiran Minar: en primer lugar el estanque y la entrada principal; detrás, el pabellón octogonal del centro del estanque. La rampa, que antes permitía a los animales beber, sirve ahora para el alquiler de botes.

## Galería de imágenes

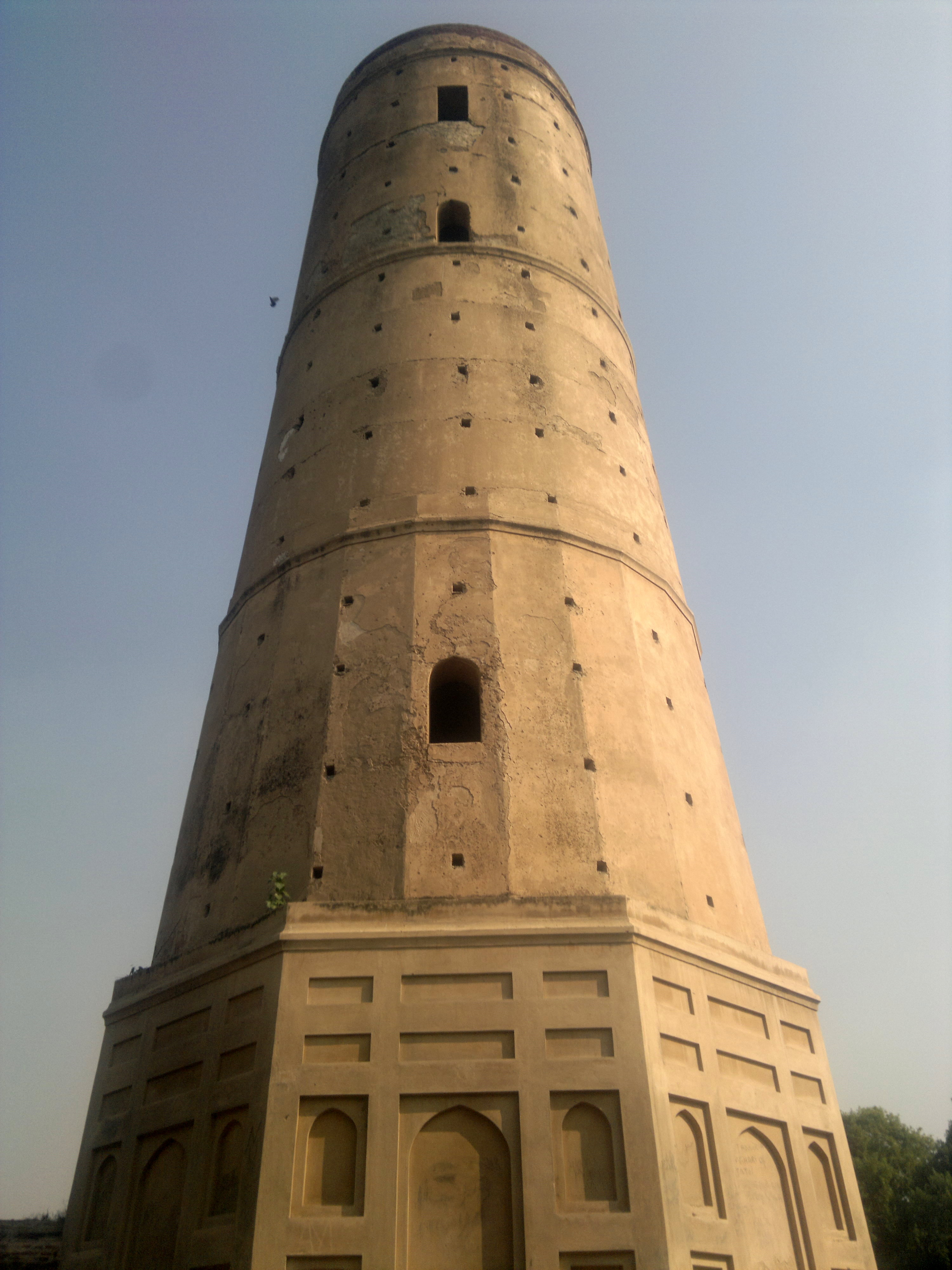
Detalle del revestimiento exterior del minarete
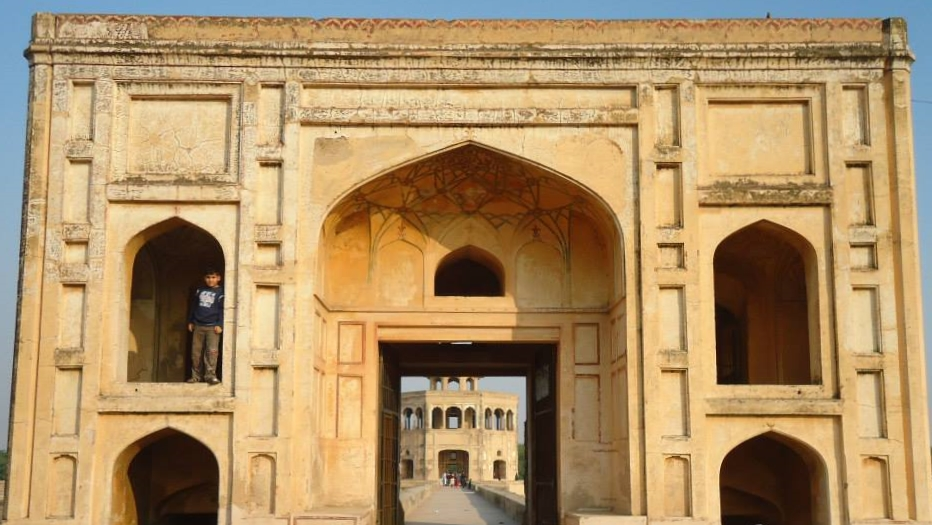
El pabellón de la puerta de entrada
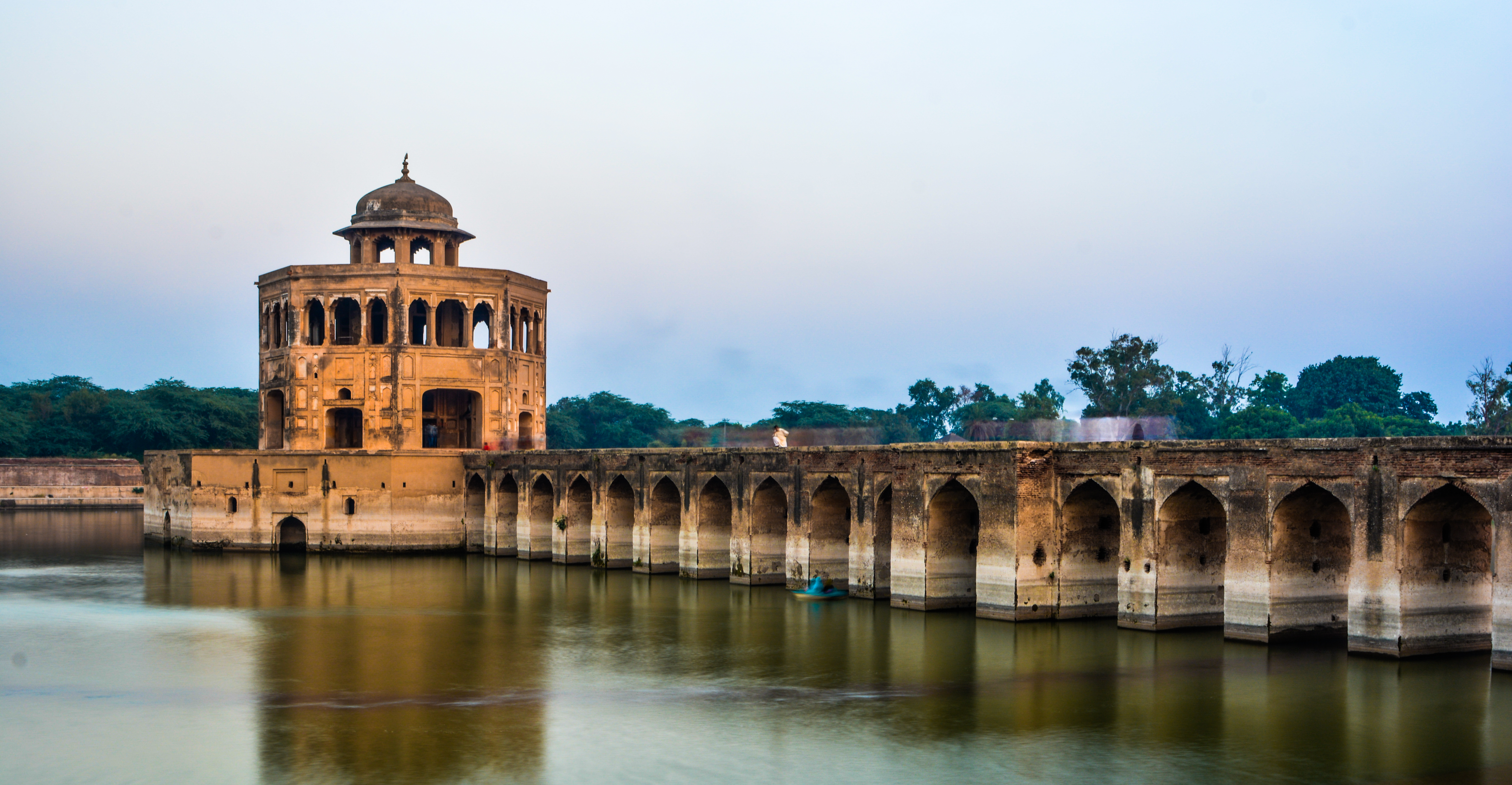
Detalle de la calzada elevada de acceso al pabellón central
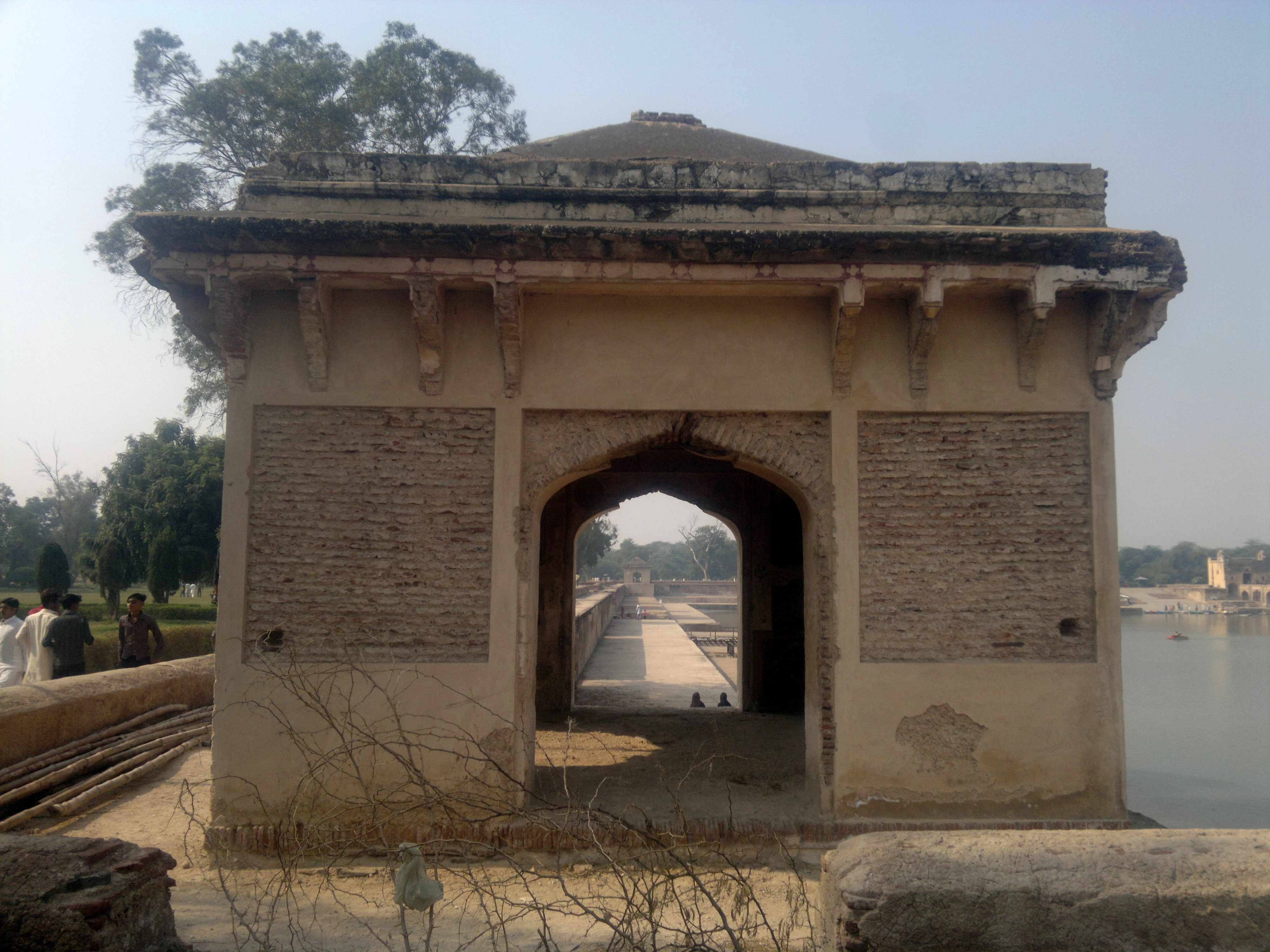
Pabellón de esquina en el estanque
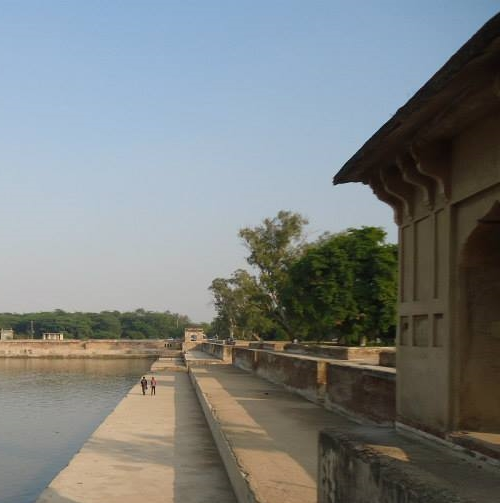
Las amplias gradas del estanque
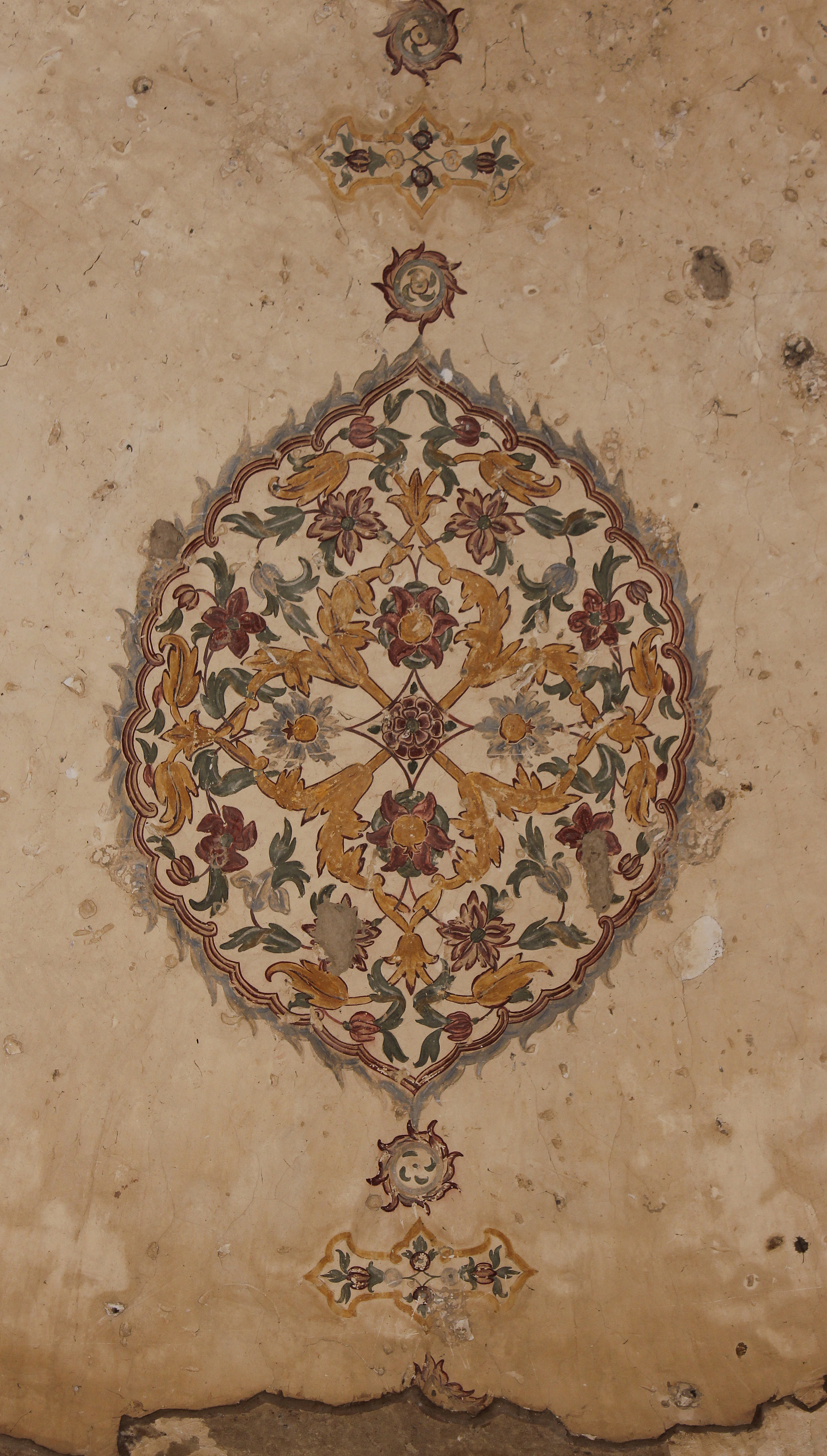
Motivos mogoles dentro del minarete